# 非洲達摩鳳蝶
非洲達摩鳳蝶（学名：Papilio demodocus）是撒哈拉以南非洲很普遍的大型鳳蝶。牠們的毛蟲專吃柑橘屬葉子。

## 特徵
非洲達摩鳳蝶的翅膀上有黑色及黃色的斑紋，並有紅色及藍色的眼點。雌蝶的體型較雄蝶大。

## 生命周期

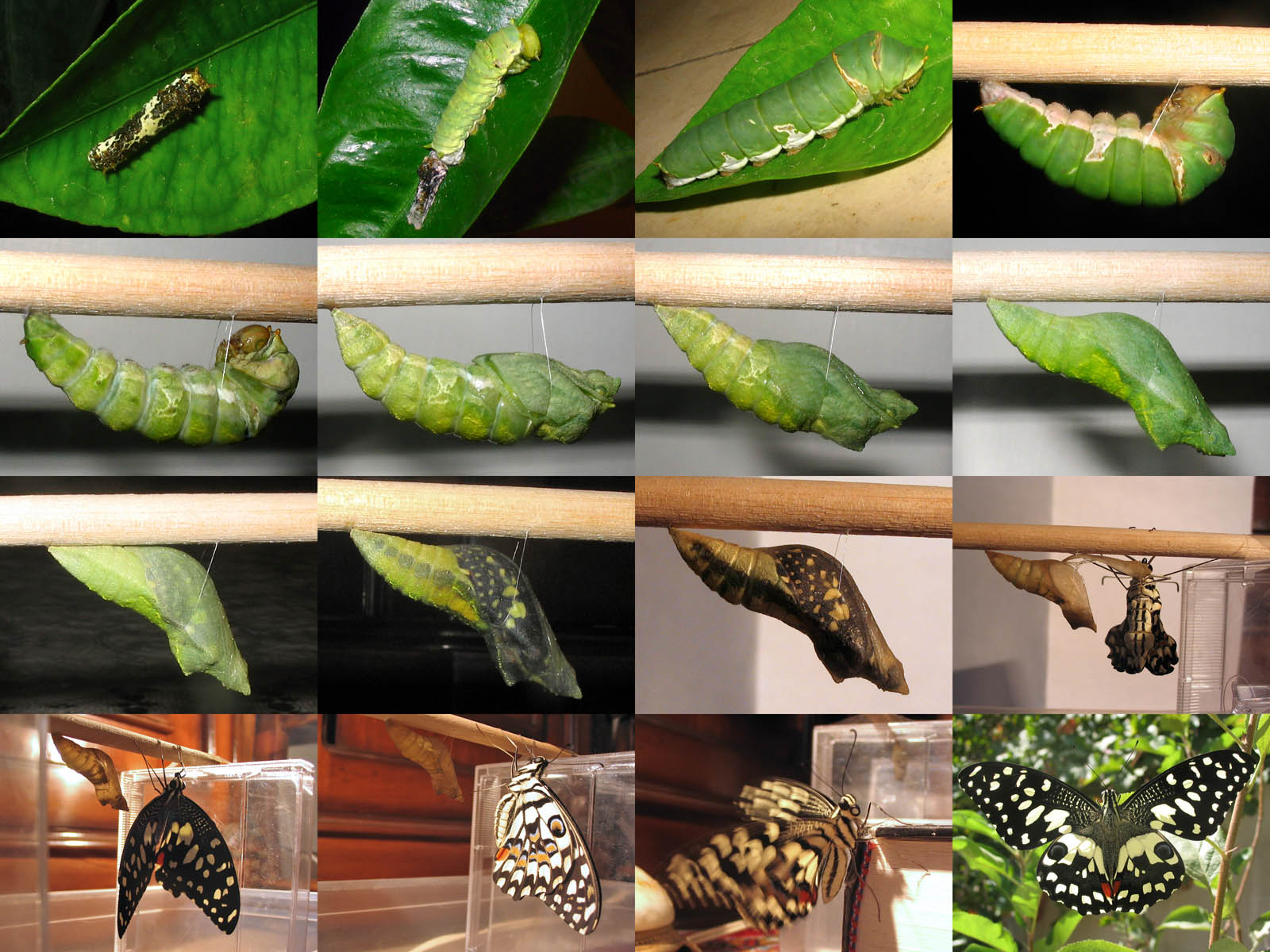
非洲達摩鳳蝶的生命周期。

非洲達摩鳳蝶雌蝶會在柑橘屬葉子上產卵，產卵後6日就會孵化出幼蟲。初出生的幼蟲並未成熟，身體呈黑色、黃色及白色，身上有棘。這種顏色是一種有效的偽裝，模仿成鳥類的糞便。牠們生長達10-15毫米長就會轉為成熟的幼蟲型態。
成熟的幼蟲是綠色的，有白色或粉紅色的斑紋及眼點。牠們可以生長達45毫米長。此時，牠們會失去未成熟時的偽裝能力，不過牠們擁有一個叉狀及呈橙色的器官，稱為臭角，會釋放出強烈的氣味來嚇走掠食者。
幼蟲會將自己掛在樹枝上，織成蛹。2-3星期後牠們就會破蛹而出。

## 天敵
非洲達摩鳳蝶的卵及幼蟲都有長有寄生蜂，如卵跳小蜂屬及蝶蛹金小蜂。

## 外部連結
- 南非國立博物館